# メテニルテトラヒドロ葉酸シクロヒドロラーゼ
メテニルテトラヒドロ葉酸シクロヒドロラーゼ（英:Methenyltetrahydrofolate cyclohydrolase
）は、次の化学反応を触媒する酵素(EC 3.5.4.9)である。
5,10-メテニルテトラヒドロ葉酸＋H2O　{\displaystyle \rightleftharpoons }　10-ホルミルテトラヒドロ葉酸
この酵素の2つの基質は、5,10-メテニルテトラヒドロ葉酸とH2Oであり、10-ホルミルテトラヒドロ葉酸を生成する。この酵素は、加水分解酵素に属している。

テトラヒドロ葉酸（THF）による代謝とビタミンB12によるTHFの再生産、:de:Folsäure=葉酸、DHF=ジヒドロ葉酸、THF=テトラヒドロ葉酸、Vit.B12=ビタミンB12、Methyl-Vit.B12=メチルコバラミン、Methionin=メチオニン、Methionin Syntase=5-メチルテトラヒドロ葉酸-ホモシステインメチルトランスフェラーゼ、Homocystein=ホモシステイン、N5-Methyl-THF=5-メチルテトラヒドロ葉酸、N5,N10-Methylene-THF=5,10-メチレンテトラヒドロ葉酸、N10-Formyl-THF=10-ホルミルテトラヒドロ葉酸、dUMP=デオキシウリジン一リン酸、NADPH、DNA